# ديفيد س. برادلي
ديفيد س. برادلي (بالإنجليزية: David C. Bradley)‏ هو عالم نفس أمريكي، ولد في 20 يناير 1961.